# Ons Erf
Ons Erf is een multifunctioneel complex met buitenterrein aan de Prins Hendrikstraat 17 in Paramaribo in Suriname.
Het complex was oorspronkelijk het vormingscentrum van het Bisdom Paramaribo. Vanaf 1969 werd er op het terrein jarenlang de Nationale Kunstbeurs georganiseerd.
Van 2012 tot 2017 werd het pand gehuurd door de Centrale Bank van Suriname (CBvS), sinds 2017 door de Stichting Productieve Werkeenheden (SPWE) en vanaf 2021 is er de School voor Jong Talent Suriname gevestigd. Links van het pand bevindt zich een basketbalveld en rechts Villa Zapakara.